# 10983 Smolders
10983 Smolders è un asteroide della fascia principale. Scoperto nel 1977, presenta un'orbita caratterizzata da un semiasse maggiore pari a 2,4233355 UA e da un'eccentricità di 0,1886653, inclinata di 2,34126° rispetto all'eclittica.